# Ajaypal Singh Banga
Ajaypal ("Ajay") Singh Banga, född 10 november 1959, är en indisk-amerikansk företagsledare som är både vd och president för det amerikanska teknologiföretaget Mastercard Inc. sedan 2010.
Mellan 1981 och 1996 arbetade Banga för livsmedelstillverkarna Nestlé och PepsiCo. 1996 började han arbeta för affärsbanken Citigroup och där var han en del av den högsta ledningen, och höjdpunkten var när han blev utnämnd till styrelseordförande och vd för Citigroups globala konsumentgrupp och vd för Citi Asia Pacific, som ansvarar för koncernens affärsområden i Asien-Stillahavsregionen. Banga var också ansvarig för Citis marknadsföringsstrategier och varumärke för hela koncernen.
Banga sitter även i styrelserna för The Dow Chemical (2013–) och Business Roundtable samt är medlem i tankesmedjan Council on Foreign Relations. Han var styrelseledamot i livsmedelstillverkaren Kraft Foods styrelse mellan 2007 och 2012.
Sedan juni 2020 är Banga global ordförande för Internationella Handelskammaren (ICC)